# Los mal pagados
Los mal pagados (En inglés: Underemployed) es una serie de televisión estadounidense de comedia-drama de MTV. La serie se estrenó el 16 de octubre de 2012 en los Estados Unidos el canal MTV. Se estrenó en Hispanoamérica el 24 de febrero de 2013 por el canal MTV Latinoamérica.

## Argumento
La serie gira en torno a un grupo de 5 recién graduados que se convirtieron en buenos amigos en la universidad. Al principio, todos ellos tenían grandes sueños y ambiciones: Lou quería seguir estudios de posgrado para luego convertirse en un abogado ambientalista, Raviva rompió con Lou y decidió mudarse a Los Ángeles con la esperanza de triunfar en la industria de la música, Miles quería ser el rostro de Calvin Klein, Sophia quería ser escritor y Daphne sólo quería tener éxito. Por desgracia, la vida no siempre funciona como uno se lo espera.

## Personajes Principales
- Michelle Ang como Sophia Swanson.
- Diego Boneta como Miles González.
- Sarah Habel como Daphne Glover.
- Inbar Lavi como Raviva.
- Jared Kusnitz como Louis "Lou" Craft.

## Personajes Ocasionales
- Julianna Guill como Bekah.
- Charlie Weber como Todd.
- Bar Paly como Tatiana.
- Olesya Rulin como Pixie Dexter.
- Daniel (Dan) Johnson como Jamel.

## Episodios
Temporada 1: 2013
| Episodio # | Título                     | Fecha de Emisión en Hispanoamérica |   |
| --- | -------------------------- | ---------------------------------- | - |
| 1 | «'Piloto' (Piloto)»        | 24 de febrero de 2013              | ʁ |
| Sophia se mete en problemas y es arrestada. Raviva dice a todos que ella va a salir. Daphne disfruta de la vida con su nuevo romance con Todd. |                            |                                    |   |
| 2 | «'La Cuna'»                | 3 de marzo de 2013                 | ʁ |
| Sophia se mete en problemas y es arrestada. Miles su novia Tatiana dice a todos que ella va a salir. Daphne disfruta de la vida con su nuevo romance con Todd. Lou es sorprendente Raviva haciendo que la casa de amigos de los niños.                         |                            |                                    |   |
| 3 | «'El Compañero de Cuarto'» | 10 de marzo de 2013                | ʁ |
| Todd se siente mal y le roba la idea de Daphne. Miles llega a un acuerdo y se da cuenta de que no puede soportar estar con un bebé. Sofía piensa en el consejo de Raviva y se compromete a seguir.                                                             |                            |                                    |   |
| 4 | «'Los Dias de Yore'»       | 17 de marzo de 2013                | ʁ |
| La relación de Raviva y Lou está en juego cuando un desacuerdo sobre el dinero termina mal. Miles termina siendo contratado en el equipo de campaña de Daphne. Sophia está feliz cuando sus padres vienen de visita.                                           |                            |                                    |   |
| 5 | «'La Búsqueda Trivial'»    | 24 de marzo de 2013                | ʁ |
| Raviva y Lou están felices de recibir noticias de que pueden tener relaciones sexuales post-bebé. El grupo se reúne para una divertida noche de trivia. Daphne y Miles intentan ignorar los avances borrachos de los demás. Sophia intenta obtener un ascenso. |                            |                                    |   |
| 6 | «'La Degustación'»         | 31 de marzo de 2013                | ʁ |
| Daphne y Miles hacen una fiesta para su cliente. Sophia se arrepiente después de dejar que Laura le compre un nuevo teléfono. Jamel y Bekah pusieron a Lou y Raviva en una situación incómoda.                                                                 |                            |                                    |   |
| 7 | «'El Grupo de Enfoque'»    | 7 de abril de 2013                 | ʁ |
| Sophia no está segura de qué hacer cuando se queda corta de alquiler. Raviva está preocupado de que Lou se esté separando del grupo. Miles va a buscar ayuda médica para su problema.                                                                          |                            |                                    |   |
| 8 | «'El Concierto'»           | 14 de abril de 2013                | ʁ |
| Raviva se prepara para su primera actuación. Lou descubre que Jamel estuvo involucrado. Daphne está preocupada de que Todd sea tan controlador. |                            |                                    |   |
| 9 | «'La Confesión'»           | 21 de abril de 2013                | ʁ |
| Bekah termina enviando algunos mensajes de texto explícitos. Sophia está preocupada por usar a sus amigos en su próxima novela. Daphne quiere que Todd quede impresionado por su elegante fiesta.                                                              |                            |                                    |   |
| 10 | «'Los Niños'»              | 28 de abril de 2013                | ʁ |
| Raviva está enojado después de que Lou rompe una promesa. Miles recibe algunas noticias tristes de Daphne |                            |                                    |   |
| 11 | «'El Mensaje'»             | 5 de mayo de 2013                  | ʁ |
| Sophia completa y publica su libro. Un sello discográfico se acerca a Raviva para producir su canción. Lou comienza a aplicar para la escuela. Daphne elige entre Miles y Todd.                                                                                |                            |                                    |   |
| 12 | «'El Corazón'»             | 12 de mayo de 2013                 | ʁ |
| Miles planea seguir modelando en el extranjero e invita a Daphne. Sophia organiza una fiesta para su nuevo primer libro publicado. Lou intenta recuperar a Raviva.                                                                                             |                            |                                    |   |

## Crítica
Chicago Tribune dijo que el programa necesita ofrecer mucho más de lo que se sirvió en los primeros episodios para competir al nivel de Girls en HBO y Workaholics en Comedy Central. The New York Times dijo que el espectáculo es un intento fallido en un espectáculo sucio-sexy-gracioso.
- Datos: Q1524155